# 한성고등학교
한성고등학교(漢城高等學校)는 대한민국 서울특별시 서대문구 북아현동에 있는 사립 고등학교이다.

## 연혁
- 1928년 9월 25일 : 경성 실업 전수학교(3년제) 설립인가, 독립신문이 발간된 역사적인 관동(館洞) 독립관에서 개교
- 1933년 3월 24일 : 설립자 겸산 김주익 교장 취임
- 1935년 4월 3일 : 송현동 교사로 이전
- 1936년 3월 20일 : 한성상업학교(3년제) 설립 인가, 경성실업전수학교 폐교
- 1939년 4월 1일 : 학칙 변경으로 한성상업학교 제1본과(3년제)와 제2본과(5년제) 병치(제1본과 8회 졸업생수 600명, 제2본과 4회 졸업생수 296명)
- 1941년 7월 29일 : 북아현동 현교사(본관, 후관) 준공 이전(1940.8.1 기공)
- 1945년 11월 30일 : 인문계 한성중학교(6년제)로 전환
- 1948년 6월 11일 : 재단법인 한성학원 설립 인가, 겸산 김주익 이사장 취임
- 1951년 9월 1일 : 교육법 개정으로 한성중학교(3년제), 한성고등학교(3년제)로 분리
- 1951년 9월 6일 : 부산 광복동3가 용두산에 전시 가교사 개교
- 1953년 9월 25일 : 부산 광복동3가 전시 가교사 철수, 서울 본 교사로 복귀
- 1956년 11월 1일 : 별관 준공
- 1973년 5월 28일 : 김병호 이사장 취임
- 1974년 7월 15일 : 재단 단일화로 본 학원 중흥의 기틀이 마련
- 1975년 9월 1일 : 태권도부 창설
- 1976년 6월 28일 : 문무관 준공(체육관 개관)
- 1982년 2월 28일 : 신관 준공(지하 1층, 지상 5층, 강당 포함)
- 1983년 9월 25일 : 개교 55주년 기념 설립자 겸산 김주익 동상 제막
- 2008년 3월 1일 : 새교훈 "습관은 의지보다 강하다, 좋은 습관을 들이자" 제정
- 2008년 9월 1일 : 통산 졸업 횟수 시행(한고 1회 → 통산 26회로 변경)
- 2009년 7월 24일 : 다목적실 준공
- 2022년 2월 10일 : 고등학교 제96회 졸업식
- 2022년 3월 1일 : 조영상 고등학교 교장 취임

## 참고 문헌
- 한성고등학교 - 한국교육학술정보원 학교알리미

## 같이 보기
- 한성상업학교 축구단